# Шуэ
Шуэ, Блок A-1(англ. Shwe or Shwe Project) — морское газовое месторождение Мьянмы, расположенное на шельфе штата Ракхайн в Бенгальском заливе. Открыто в 2004 году, добыча газа была запущена в 2013 году. В марте 2005 году было открыто северное продолжение Шуэ — Шуэпхью, начало промышленной добычи газа ожидается в конце 2021 — начале 2022 года. Начальные запасы природного газа в Шуэ-Шуэпхью оценивается до 170 млрд м³. Также вместе с Шуэ производилась разработка месторождения Мья, где промышленная добыча газа запланирована на 2025 год. Все три месторождения — Шуэ, Шуэпхью и Мья объединены в общий проект разработки месторождений природного газа, суммарный запас газа в которых оценивается в 4,5 триллиона кубических футов.
Планировались работы по проведению прокладки газопровода стоимостью 1 млрд дол., который пройдёт из блока А-1 (акватории Мьянмы) в индийский штат Западная Бенгалия.
Оператором проекта Шуэ является южно-корейская компания Daewoo International (51 %). Другие партнеры проекта является ONGC Videsh (Индия) (17,5 %), Myanman Oil and Gas Enterprise (Мьянма) (15 %), Korean Gas Corporation (Южная Корея) (8,5) и Gas Authority of India Limited (Индия) (8,5).